# Jerzy Skoczylas (dziennikarz)
Jerzy Czesław Skoczylas (ur. 1954 w Czeladzi) – polski dziennikarz oraz autor książek.

## Życiorys
Studiował dziennikarstwo na Uniwersytecie Jagiellońskim. Współpracował z „Echem Krakowa". W 1981 był redaktorem niezależnego „Applauzu”. Publikował w pismach podziemnych („Promieniści”) i emigracyjnych (paryski „Kontakt”). Pod koniec lat 80. pracował w polskiej sekcji BBC i w „Gazecie Wyborczej”. W latach 90. związany był z RMF, był felietonistą w kilku czasopismach, m.in. „Press”. Pod koniec dekady ponownie publikował w „GW” - wspólnie z Witoldem Beresiem tworzył cykl satyrycznych felietonów.
Jest autorem lub współautorem kilkunastu książek, w tym przygotowanego z Beresiem wywiadu-rzeki z Czesławem Kiszczakiem: Generał Kiszczak mówi prawie wszystko. Brał udział w napisaniu Erotycznych immunitetów Anastazji P. Wspólnie z Krzysztofem Burnetką wydał książkę o Lechu Wałęsie Wałęsa. Ludzie. Epoka (2005).
W 2011 został odznaczony Złotym Krzyżem Zasługi.